# Juri Alexandrowitsch Besmenow
Juri Alexandrowitsch Besmenow (russisch Ю́рий Алекса́ндрович Безме́нов, englische Transkription Yuri Alexandrovich Bezmenov, Deckname Tomas David Schuman; * 11. Dezember 1939 in Mytischtschi; † 5. Januar 1993 in Windsor, Ontario, Kanada) war ein sowjetischer Journalist der Presseagentur RIA Novosti (APN) und ein ehemaliger Informant des Auslandsnachrichtendienstes PGU und KGB, der nach Kanada überlief.
Nachdem er einer Station in Indien zugeteilt worden war, lernte Besmenow schließlich die Menschen und die Kultur Indiens schätzen. Gleichzeitig begann er, sich über die vom KGB sanktionierte Unterdrückung von Intellektuellen zu erzürnen, die mit der Politik Moskaus nicht einverstanden waren, und er beschloss, in den Westen überzulaufen. Besmenow ist vor allem für seine antikommunistischen Vorträge und Bücher bekannt, die er in den 1960er, 1970er und 1980er Jahren veröffentlichte.

## Leben
Besmenow wurde 1939 in Mytischtschi nahe Moskau als Sohn russischer Eltern geboren. Sein Vater war ein hochrangiger Offizier der Sowjetarmee, der später mit der Inspektion der sowjetischen Truppen im Ausland, unter anderem in der Mongolei und auf Kuba, betraut wurde. Sein Vater starb in den 1970er Jahren. Als Besmenow siebzehn Jahre alt war, trat er in das Institut für Orientalische Sprachen ein, das zur Lomonossow-Universität Moskau gehörte und unter der direkten Kontrolle des KGB und des Zentralkomitees der Kommunistischen Partei stand. Neben Sprachen studierte er auch Geschichte, Literatur und Musik und wurde zu einem Experten für indische Kultur. Im zweiten Studienjahr bemühte sich Besmenow wie ein Inder auszusehen; seine Lehrer ermutigten ihn dazu, denn Absolventen der Schule wurden als Diplomaten, ausländische Journalisten oder Spione eingesetzt.
Als sowjetischer Student musste er seinen Wehrdienst absolvieren, in der ihm beigebracht wurde, wie man „strategische Kriegsspiele“ mit Hilfe von Landkarten fremder Länder spielt und wie man Kriegsgefangene verhört.
Nach seinem Abschluss 1963 verbrachte Besmenow zwei Jahre in Indien und arbeitete als Übersetzer und im Bereich der Öffentlichkeitsarbeit für die sowjetische Wirtschaftshilfegruppe Soviet Refineries Constructions, die Raffineriekomplexe baute.
1965 wurde Besmenow nach Moskau zurückgerufen und begann bei der Presseagentur RIA Novosti als Praktikant in der geheimen Abteilung „Politische Veröffentlichungen“ (GRPP) zu arbeiten. Er entdeckte, dass etwa drei Viertel der Mitarbeiter von Novosti eigentlich KGB-Offiziere waren, der Rest waren „Kooptierte“ oder freiberufliche KGB-Autoren und Informanten wie er selbst. Allerdings schrieb Besmenow nicht freiberuflich, stattdessen redigierte und platzierte Besmenow Propagandamaterial in ausländischen Medien und begleitete Delegationen von Novosti-Gästen aus anderen Ländern auf Rundreisen durch die Sowjetunion oder zu internationalen Konferenzen, die in der Sowjetunion stattfanden.
Nach einigen Monaten behauptete Besmenow, er sei gezwungen worden, als Informant zu arbeiten, während er seine Position als Novosti-Journalist beibehielt. Er nutzte seine journalistischen Pflichten, um Informationen zu sammeln und Desinformationen für die Zwecke der sowjetischen Propaganda und des Umsturzes im Ausland zu verbreiten.
Es folgte eine rasche Beförderung, und Besmenow wurde 1969 erneut nach Bila versetzt, diesmal als sowjetischer Presseoffizier und PR-Agent für den KGB. Er setzte die Propagandabemühungen von Novosti in Neu-Delhi fort und arbeitete von der sowjetischen Botschaft aus. Besmenow wurde angewiesen, die sowjetische Interessensphäre in Indien langsam aufzubauen. Im selben Jahr wurde durch eine geheime Direktive des Zentralkomitees eine neue geheime Abteilung in allen Botschaften der Sowjetunion in der ganzen Welt eingerichtet, die den Namen „Forschungs- und Gegenpropagandagruppe“ erhielt. Besmenow wurde stellvertretender Leiter dieser Abteilung, die aus Quellen wie indischen Informanten und Agenten Informationen über einflussreiche oder politisch wichtige Bürger Indiens sammelte.
Besmenow erklärte, er sei angewiesen worden, keine Zeit mit idealistischen Linken zu verschwenden, da diese desillusioniert, verbittert und feindselig werden würden, wenn sie die wahre Natur des Sowjetkommunismus erkennen würden.
In dieser Zeit, in der er das sowjetische System zunehmend als heimtückisch und rücksichtslos empfand, begann Besmenow mit der Planung, in den Westen überzulaufen.
Laut einer Erklärung, die der Polizei von Delhi von dem sogenannten Russischen Informationszentrum zur Verfügung gestellt wurde, wollte Besmenow am 8. Februar 1970 mit zwei seiner Kollegen eine Vorführung des amerikanischen Films The Incident besuchen. Sie berichteten jedoch, dass er seine Eintrittskarte noch nicht gekauft hatte, und sagten ihnen, er würde gleich zu ihnen stoßen und versuchen, eine Karte bei einem Schwarzhändler vor dem Kino zu kaufen. Besmenow kehrte nicht in das Theater zurück. Stattdessen zog er sich Hippie-Kleidung an, komplett mit Bart und Perücke, und schloss sich einer Reisegruppe an. Auf diese Weise entkam er nach Athen. Sein Überlaufen wurde in den Vereinigten Staaten gemeldet, wobei sowjetische Quellen erklärten, er sei „unbedeutend“ und verrichte „Büroarbeit“, während der amerikanische Geheimdienst offen erklärte, sie hielten ihn für einen KGB-Agenten. Zu dieser Zeit wurde sein Aufenthaltsort in den amerikanischen Medien als unbekannt dargestellt. Nach Kontaktaufnahme mit der amerikanischen Botschaft und ausführlichen Gesprächen mit dem amerikanischen Geheimdienst konnte die Central Intelligence Agency Besmenow dabei helfen, in Kanada Asyl zu beantragen, das von der Regierung von Pierre Trudeau gewährt wurde. Die CIA und die Royal Canadian Mounted Police (RCMP) rieten ihm, aus Sicherheitsgründen einen neuen Namen und eine neue Identität anzunehmen. Um das Gesicht vor der Peinlichkeit eines Überlaufs innerhalb der KGB-Ränge zu wahren, meldete die Residenz in Delhi offiziell, dass er entführt worden war, und sein Sohn, sein engster überlebender Verwandter, erhielt eine finanzielle Entschädigung.
Nach einem zweijährigen Studium der Politikwissenschaften an der University of Toronto und drei Jahren Arbeit auf einer Farm in Ontario wurde Besmenow 1973 von der Canadian Broadcasting Corporation in Montreal eingestellt, die im Rahmen des Internationalen Dienstes der CBC in die Sowjetunion sendete. Zu dieser Zeit lernte er seine Frau Tess kennen. Im Jahr 1976 wurde Besmenow auf Wunsch des Premierministers Trudeau von der CBC entlassen. Der sowjetische Botschafter in Kanada rief Trudeau an, um sich über Besmenows russischsprachige Sendungen zu beschweren. Dies führte zu einem Anruf des Premierministers beim Präsidenten der CBC, bis Besmenow am 9. März 1976 entlassen wurde. Nach seiner Zeit bei der CBC begann er als freier Journalist zu arbeiten. Er wurde Berater für Almanac Panorama des World Information Network. Besmenow behauptete, der KGB habe den sowjetischen Botschafter in Kanada erfolgreich benutzt, um Trudeau zu überreden, Druck auszuüben, um ihn von diesem Posten zu entfernen. Er behauptete, dass er verschleierte Todesdrohungen vom KGB erhalten habe.
In den 1980er Jahren zog er nach Los Angeles. 1983 äußerte Besmenow bei einem Vortrag in Los Angeles die Meinung, dass es ihn „nicht überraschen würde“, wenn die Sowjetunion den Flug 007 der Korean Air abgeschossen hätte, um Larry McDonald, ein antikommunistisches demokratisches Mitglied des Repräsentantenhauses der Vereinigten Staaten, zu töten. Etwa zur gleichen Zeit bekam Besmenow im Westen ein Kind, eine Tochter namens Tanya. Ihr folgte später ein Sohn namens Johnathan. 1984 gab er G. Edward Griffin ein Interview mit dem Titel „Soviet Subversion of the Free World Press“ (deutsch „Sowjetische Subversion der freien Weltpresse“). In diesem Interview erläuterte Besmenow die vom KGB angewandten Methoden zur schrittweisen Unterwanderung des politischen Systems der Vereinigten Staaten.

“The main emphasis of the KGB is not in the area of intelligence at all. Only about 15% of time, money, and manpower is spent on espionage and such. The other 85% is a slow process which we call either ideological subversion or active measures … or psychological warfare.”

„Das Hauptaugenmerk des KGB liegt überhaupt nicht auf dem Bereich der Nachrichtendienste. Nur etwa 15 % der Zeit, des Geldes und der Arbeitskräfte werden für Spionage und dergleichen aufgewendet. Die anderen 85 % sind ein langsamer Prozess, den wir entweder ideologische Subversion oder aktive Maßnahmen … oder psychologische Kriegsführung nennen.“

Unter dem Pseudonym Tomas D. Schuman verfasste Besmenow das Buch Love Letter to America. In der Biografie des Autors zu diesem Buch wird Besmenow mit Winston Smith aus George Orwells Werk 1984 verglichen. Weitere Bücher von Besmenow sind: No Novosti Is Good News, World Thought Police, Black Is Beautiful, Communism Is Not.
1984 berichtete die Washington Post, dass Besmenow öffentlich die Einreise eines sowjetischen Kreuzfahrtschiffes nach Los Angeles während der Olympischen Sommerspiele 1984 anprangerte und erklärte, dass sie unter dem Deckmantel der Unterhaltung dorthin gebracht wurden, aber elektronische Überwachungsgeräte an Bord hatten, um den Funk- und Telefonverkehr zu überwachen. In einem anderen Interview beschrieb Besmenow eine Reihe von Methoden, die der KGB seiner Meinung nach während der Spiele angewandt hatte, darunter Spionage durch sowjetische Auslandsjournalisten sowie den Einsatz von anderem Personal, um „eine bessere Kontrolle gegen mögliche sportliche Überläufer zu gewährleisten“.
Im Jahr 1989 ließen er und seine Frau sich scheiden. Im selben Jahr zog er nach Windsor, während sie in Montreal blieb. Zwei Jahre später begann er, an der University of Windsor internationale Beziehungen zu lehren. Ende Dezember 1992 besuchte Besmenow Tess und ihre Kinder zu Weihnachten in Montreal. Zwei Wochen später, am 6. Januar 1993, wurde der Tod Besmenows bekannt gegeben. Nach Angaben des Windsor Stars starb er am Dienstag, dem 5. Januar 1993, an einem „massiven Herzinfarkt“.

## Vermächtnis
Seit seinem Tod wird Besmenows „sowjetisches Subversionsmodell“ von Dozenten und Mitarbeitern der Joint Special Operations University (JSOU) untersucht und interpretiert, um historische Ereignisse zu analysieren, darunter die jahrzehntelange russische Kampagne, die dem Kaukasuskrieg 2008 vorausging. Seine Arbeit wurde auch vom leitenden Direktor des Penn Biden Center for Diplomacy and Global Engagement der University of Pennsylvania und ehemaligen Deputy Assistant Secretary of Defense Michael R. Carpenter zitiert. Seine Vorlesungen wurden auch von der Dozentin an der Yale University Asha Rangappa genutzt, um das Konzept der aktiven Maßnahmen in Russlands historischen Desinformationskampagnen in den Vereinigten Staaten zu veranschaulichen.
Am 19. August 2020 wurde Besmenows Interview aus dem Jahr 1984, in dem er mit dem Journalisten Griffin über aktive Maßnahmen sprach, im Teaser für das Videospiel Call of Duty: Black Ops Cold War verwendet, zusätzlich zu seiner Verwendung in der Haupteinführung am 26. August. Dies hat zum Teil zu einem erneuten Interesse an Besmenows Arbeit und seinen Vorträgen beigetragen.